# Federalismo cirenaico

Bandeira tradicional dos Senussi e do Emirado de Cirenaica de 1949 a 1951.

Federalismo cirenaico é um movimento político que surgiu na Líbia - possuindo amplas raízes históricas - que exige a autonomia da região da Cirenaica e a federalização do país. O movimento pelo federalismo cirenaico ganharia impulso após a Revolução Líbia de 2011.

## Raízes históricas

Mapa das regiões históricas da Líbia.

Embora as fronteiras líbias tenham sido formalmente definidas no século XX, estas correspondiam à vontade das potências coloniais europeias e falhavam em representar a complexidade étnica do país, composto principalmente por povos de origem árabe e berbere - incluindo os tuaregues - e da chamada África negra. Com a derrota do fascismo na Segunda Guerra Mundial decidiu-se, na Conferência de Potsdam de 1945, dar independência à Líbia que passaria a ser uma monarquia governada por Idris I da Líbia. Este último, pertencia à irmandade Senussi, uma tariqa sufi assentada especialmente na Cirenaica.
Idris da Líbia é deposto pelo coronel Muammar Gaddafi em 1969. Assim inicia-se quarenta anos de ditadura que pretende harmonizar todas as identidades líbias em uma única "República Popular" socialista e árabe nacionalista, na prática submetida ao líder líbio e cooptada por membros de sua tribo, os Qadhadhfa. Em 2011, Gaddafi é deposto e o Estado líbio, tal como foi concebido em 1945, começa a desmoronar.
Logo a região da Cirenaica passou a demandar uma maior autonomia, em virtude de sua identidade cultural histórica. Ao contrário das outras regiões do país, ali havia se instalado no ano 1050 as chamadas nove tribos saaditas, descendentes históricas da tribo beduína árabe dos solaimitas. Estas são divididas em dois ramos: Jibarna (Auaquir, Magarba, Abide e Arafá) e Harabi (Abaidate, Haça, Faíde, Baraça e Darça). São tribos de marcante caráter aristocrático. Na época da colonização otomana, eram descritas como tribos livres (al-Hurra), pois se dedicavam ao pastoreio e ao cultivo ocasional quando as chuvas permitiam, não atraindo a atenção da administração em questões fiscais. Durante a monarquia, sempre foram favorecidos pelo rei Idris I, porém com a criação de um governo central e o início da exploração do petróleo, a economia tradicional sofreu um declínio gradual, embora ainda mantivesse sua influência social. Este processo de decadência explica em grande parte a revolução que derrubou Gaddafi em 2011.

## Federalismo após a queda de Gaddafi
Em 20 de julho de 2011 ocorreu a primeira Conferência Nacional para o Federalismo, proposta como uma solução para alcançar a estabilidade após a queda de Muammar Gaddafi. O Dr. Abu Bakr Buera foi o chefe do comitê e, posteriormente, foi nomeado presidente do Bloco Federal Nacional, o primeiro grupo político a exigir o federalismo como  alternativa.
Em 6 de março de 2012, um parente do falecido Idris I da Líbia, Ahmed al-Senussi, foi nomeado líder do recém-criado Conselho Cirenaico de Transição, em uma reunião de líderes tribais e militares. De acordo com o Conselho, o seu governo se estendia desde a cidade de Sirte até a fronteira com o Egito.
Em outubro de 2013, o grupo passou a se chamar Conselho da Cirenaica na Líbia, expressando sua vontade de criar um parlamento local e uma shura. Isso provocou vários confrontos entre Conselho Cirenaico e o governo central, o que deteve as negociações sobre o federalismo. Os federalistas continuaram, no entanto, a agir unilateralmente e, em 2 de novembro de 2012, uma nova iniciativa liderada por Muheddine Mansury, Osama Buera e Salem Bujazia, que organizaram manifestações e distribuíram milhares de bandeiras da região.   
Finalmente, em 6 de novembro, Abd Rabbo-al-Barassi foi nomeado chefe do autoproclamado governo da Cirenaica, com o apoio militar de Ibrahim Jadran mas sem o consentimento do governo central. Jadran era o líder de sua própria milícia, as Forças de Autodefesa da Cirenaica, mas também dirigia a Guarda das Instalações Petrolíferas, um órgão oficial do aparato estatal sob o Ministério do Petróleo e encarregado da proteção das refinarias de petróleo bruto. Como grande parte dos campos petrolíferos encontram-se na Cirenaica, na prática, a milícia de Jadran era integrada e composta quase inteiramente pela Guarda das Instalações Petrolíferas, ao ponto de tornar-se seu "exército privado".  A 11 de novembro, o governo da Cirenaica anunciou a criação de sua própria companhia petrolífera, o que deteriorou ainda mais as relações com o governo nacional.
Em 2013, Jadran estabeleceu o Birô Político da Cirenaica, e assumiu o controle dos portos do leste, incluindo Sidra, Ras Lanuf e Zueitina. Em agosto de 2013, Jadran emitiu a "Declaração de Ras Lanuf", que reivindicava o direito da Cirenaica de "governar seus próprios assuntos". Em outubro de 2013, a milícia de Jadran, as Forças de Auto-Defesa da Cirenaica, já contavam com 17.500 homens.
Em 2014, Jadran tentou vender petróleo do porto de Sidra por conta própria, sem a aprovação do governo central, através de um navio com bandeira norte-coreana, o MV Morning Glory, que contornou o bloqueio naval líbio. No entanto, a embarcação foi interceptada pelo navio estadunidense USS Roosevelt. A embaixadora dos Estados Unidos Deborah K. Jones, justificou a ação condenando os planos de Jadran como um "roubo ao povo líbio".
Em julho de 2014, o governo central conseguiu negociar com os rebeldes cirenaicos, que aceitaram ceder o controle dos portos de Ras Lanuf e Sidra para exportação de petróleo, terminando assim a crise petrolífera na Líbia.
Apesar disso, gerou-se uma crise política nacional que terminou com o Congresso Geral levantando uma moção de censura contra o primeiro-ministro Ali Zeidan.

## Federalismo na Segunda Guerra Civil Líbia
No leste da Líbia, ao contrário de outras regiões, os desertores militares após a guerra na Líbia em 2011 eram numerosos. Isso porque os cirenaicos, embora tentassem se integrar a Jamahiriya para não serem excluídos do poder político, nunca foram especialmente leais a Gaddafi, nem partidários da deposição de Idris I. No final do conflito, a maioria dos oficiais consideraram-se marginalizados devido à crescente importância das forças rebeldes de origem civil. Neste contexto, muitos militares vão realizar manobras políticas para manter sua importância através de laços locais e regionais.
Em novembro do mesmo ano, cerca de 200 oficiais do leste do país se reuniram em Al Baida e formaram o Conselho Militar da Cirenaica, ao mesmo tempo em que apresentavam o general Khalifa Haftar como seu candidato a chefe do Estado-Maior do Exército. Quando o Congresso Geral nomeou Yousef Mangoush em janeiro de 2012 para o cargo, a condenação da Cirenaica foi enérgica.
Na ausência de uma hierarquia estabelecida, cada um dos oficiais tentou expandir o número de homens sob seu controle. Este processo de recrutamento é entendido como um expediente diante do excessivo grau de burocratização do Exército Líbio, que durante a Era Gaddafi foi cooptado com altos cargos e um número ínfimo de soldados rasos. Mas também serviu aos oficiais do Exército como uma oportunidade para desenvolver redes clientelistas, às vezes até escolhendo seus membros de maneira nepotista.
Foi nesse contexto que, em 14 de fevereiro de 2014, Haftar anunciou a suspensão do Congresso e a formação de um órgão presidencial temporário. A tentativa definitiva de golpe de Estado não ocorreria até 21 de maio do mesmo ano, com um novo comunicado no qual Haftar transferiu o poder para um "governo de emergência", sem explicar quem iria integrá-lo.
A chamada Operação Dignidade foi apresentada como uma ação patriótica da ordem militar contra a crescente islamização do Congresso Geral e suas milícias aliadas (algumas inclusive próximas à al-Qaeda), mas é evidente que a campanha do general Haftar também foi uma aposta dos oficiais do leste da Líbia para ganhar mais poder. Assim, pouco a pouco, muitas das tribos — Magharba, Hassi e Awaquir — que originalmente optaram pelo federalismo, escolheram as forças armadas como meio de expandir sua influência no país.
As relações entre Jadran - o principal defensor do federalismo como movimento político - e o general Haftar foram inicialmente cordiais, mas logo se tornou perceptível que o Exército queria assumir o controle dos portos petrolíferos de Ras Lanuf, Sidra e Zuetina. Em setembro de 2016, os militares lançaram a Operação al-Barq al-Khatif ("Raio Repentino") contra a Guarda das Instalações Petrolíferas, arrebatando rapidamente o controle dos portos. A ofensiva ocorreu sem qualquer derramamento de sangue, uma vez que Salah al-Khatif Atewish, o líder da tribo Magharba (à qual pertencia a maioria dos membros da Guarda das Instalações Petrolíferas) persuadiu-os a dispersarem-se. Al-Atewish sobreviveria meses depois a uma tentativa falhada de atentado, que algumas fontes relacionavam a Jadran. Em seguida, Haftar criaria um novo ramo "pró-governo" da Guarda das Instalações Petrolíferas leal a seus objetivos e com o Coronel Muftah Al-Magariaf na liderança.
Jadran buscou o apoio do Governo do Acordo Nacional de Trípoli, bem como das Brigadas de Defesa de Bengazi, um grupo islâmico leal ao clérigo Sadiq al-Ghariani. Em dezembro de 2016, lançaram uma ofensiva para recuperar o controle de Bin Jawad e Naufaliya, mas foram rapidamente repelidos.
Em paralelo, as tribos Maghariba e Zuwaya manobraram politicamente para exigir a renúncia de Salem Jadran, o irmão do líder rebelde, de sua posição como prefeito em Ajdabiya.
Em 7 de março de 2017, as forças leais a Jadran e as Brigadas de Defesa de Bengazi lançaram uma segunda ofensiva que foi novamente derrotada. O Conselho Presidencial do Governo do Acordo Nacional tentou criar uma terceira filial da Guarda das Instalações Petrolíferas, dirigida por Idris Bukhamada (que já havia ocupado o cargo em 2013 durante o mandato do primeiro-ministro Ali Zeidan), mas foi expulso pelo Exército.
Em setembro de 2017, o Governo do Acordo Nacional nomeou Faraj Al-Gaem da tribo Awaqir como vice-ministro da Defesa, no que foi visto como uma tentativa de recuperar o respaldo dos clãs do leste da Líbia. Haftar respondeu ordenando a prisão de qualquer político vinculado ao dito Executivo.